# آفتاب‌پرست شیمیایی
آفتاب‌پرست شیمیایی(به انگلیسی: Chemical chameleon) یک واکنش اکسایش-کاهش است که در نمایش‌های کلاس درس شیمی به خوبی شناخته شده‌است و از تغییرات رنگ چشمگیر مرتبط با حالت‌های مختلف اکسایش منگنز استفاده می‌کند.
گلابر اولین توصیف از تولید پتاسیم پرمنگنات را زمانی گزارش کرد که متوجه شد منگنز دی‌اکسید (به صورت ماده معدنی پیرولوزیت) می‌تواند در دماهای بالا با یک قلیا واکنش داده و ماده‌ای را به دست آورد که در آب حل می‌شود و محلولی سبز رنگ می‌دهد که به آرامی به رنگ بنفش-قرمز تبدیل می‌شود. این فرایند، مشابه فرآیندی است که هنوز در تولید پتاسیم پرمنگنات استفاده می‌شود. ابتدا منگنز دی‌اکسید را به پتاسیم منگنات اکسید می‌کنند. این فرایند با اسیدی کردن از طریق کربن دی‌اکسید جذب شده از هوا صورت می‌گیرد. در ادامه با اکسایش بیشتر به پتاسیم پرمنگنات بنفش اکسید می‌شود.
واکنش آفتاب‌پرست شیمیایی، این فرایند را به صورت معکوس نشان می‌دهد، با کاهش پتاسیم پرمنگنات بنفش ابتدا به پتاسیم منگنات سبز و در نهایت به منگنز دی‌اکسید قهوه‌ای تبدیل می‌شود:
KMnO۴ (بنفش) → K۲MnO۴ (سبز) → MnO۲ (سوسپانسیون قهوه‌ای/زرد)
پتاسیم هیپومنگنات آبی نیز ممکن است به عنوان یک واسطه تشکیل شود.
| حالت‌های اکسایش منگنز | حالت‌های اکسایش منگنز |
| -------------------- | -------------------- |
| +۷                   | KMnO ۴ (بنفش)        |
| +۶                   | K ۲MnO ۴ (سبز)       |
| +۵                   | K ۳MnO ۴ (آبی)       |
| +۴                   | MnO ۲ (زرد)          |

واکنش در شرایط قلیایی و تحت تأثیر یک عامل کاهنده انجام می‌شود. سدیم هیدروکسید، پتاسیم هیدروکسید و آمونیوم هیدروکسید را می‌توان برای قلیایی کردن محلول پرمنگنات استفاده کرد، در حالی که می‌توان از انواع کاهنده‌ها استفاده کرد که قندها رایج‌ترین آن‌ها هستند.
نمایش مشابهی نیز وجود دارد به این ترتیب که کاغذی در محلول پرمنگنات قلیایی شده خیسانده می‌شود، سپس با اکسید شدن کاغذ و کاهش پرمنگنات، همان تغییرات رنگی ایجاد می‌شود.